# Objetivo: InTouch
Objetivo: InTouch fue un magacín juvenil sobre crónica social, prensa rosa, moda y celebrities, en concreto, era la versión televisiva de la revista InTouch.

## Formato
Objetivo: InTouch fue un magacín con estilo dirigido a jóvenes interesados en asuntos de moda, prensa rosa y las celebrities. El programa de Nova contaba con Rosanna Walls y María Rodríguez-Vico como presentadoras y también con Mateo G. y José Ovejas como reporteros.
Objetivo: In Touch combinaba actualidad, entrevistas, moda y tendencias siempre con una mirada desenfadada de las noticias. Además, el sentido del humor, el juego de palabras y la ironía daban personalidad propia al programa.

## Secciones
Siguiendo las secciones de la revista del mismo nombre, el programa de televisión contaba con multitud de secciones: News, Fichados, Flash, Temazos, Entrevistas, Cinco minutos con..., Agujas de Luxe, Pilladas, Antes y Ahora, Ranking, Por los Pelos, Por la Cara, Bla, bla, bla, Shop, shop shopping...